# Bom Jesus (Paraíba)
Bom Jesus is een gemeente in de Braziliaanse deelstaat Paraíba. De gemeente telt 2.305 inwoners (schatting 2009).
De gemeente grenst aan Cajazeiras, Ipaumirim, Santa Helena en Cachoeira dos Índios.